# أنطون هايغ
أنطون هايغ (بالإنجليزية: Anton Haig)‏ هو لاعب غولف جنوب أفريقي، ولد في 8 مايو 1986 في نيلسبرويت في جنوب أفريقيا.

## وصلات خارجية
- أنطون هايغ على موقع رابطة أوروبا للاعبي الغولف المحترفين (الإنجليزية)
- أنطون هايغ على موقع التصنيف العالمي الرسمي للغولف (الإنجليزية)